# Geschichte betrifft uns
Geschichte betrifft uns (kurz gbu) ist eine Heft- und Materialreihe für den Geschichtsunterricht, in der Material in Form einer Unterrichtsreihe aufbereitet wird.
Die Hefte bieten Planungsmaterial und theoretische Texte für den Geschichtsunterricht, die jeweils für eine Unterrichtsreihe zusammengestellt und durch zwei Overhead-Folien ergänzt werden. Die Zeitschrift erscheint alle zwei Monate und wird (Stand 2007) durch Giuseppe Vazzana und Dr. Wolfgang Woelk als Reihenherausgeber betreut. Die angebotenen Materialien sind für die Klassen 9 und 10 sowie für die Sekundarstufe II an weiterführenden Schulen geeignet.